# Orljavac
Orljavac is een plaats in de gemeente Brestovac in de Kroatische provincie Požega-Slavonië. De plaats telt 203 inwoners (2001).